# النخب السعودية (كتاب)
النخب السعودية؛ دراسة في التحولات والإخفاقات كتاب ألفه الدكتور محمد بن صنيتان وهو عبارة عن رسالة دكتوراه قدمت للنقاش في الجامعة التونسية.

## موضوع الكتاب
يتناول الكتاب دراسة النخب السعودية دراسة ميدانية قائمة على استقراء المكونات الأساسية لهذه النخب, ويمهد المؤلف الحديث لاستنتاج جملة من الأسباب التي انحرفت بسببها النخب السعودية عن أداء الدور الريادي المنتظر منها كنخب فاعلة في تكوين المسار السياسي والاجتماعي للمملكة العربية السعودية, وتحقيق العدالة الاجتماعية, وتكريس المواطنة الحقيقية والمشاركة السياسية في مؤسسات الحكم.

## أهمية الكتاب
ترجع أهمية هذا الكتاب إلى اهتمامه بدراسة النخب السعودية المؤثرة في تشكيل وتكوين النظام السياسي والاقتصادي والاجتماعي في المملكة العربية السعودية, ولكون نظام المملكة يعتبر نظاماً مركزياً مثل بقية الأنظمة العربية فإن دراسة النخب تصبح أكثر أهمية لما تحققه من معرفة أعمق لسياسات الحكومة, وتفسير توجهاتها؛ وهو ما يسعى إلى تقديمه هذا الكتاب.